# 吐屯
吐屯，是突厥设在中亚城市的官员，有收税与控管附庸国的责任。如西突厥在高昌、塔什干，可萨人在克里米亚与北高加索，羅斯公國，伏爾加保加利亞。
“吐屯”（Tudun）一称来源于中国古代官职“督军”。统叶护统治下的西突厥汗国向唐朝学习，根据他的集权改革，突厥人附庸下的中亚当地统治者变成了突厥可汗任命的州长，可汗派遣吐屯到附庸的各国，他们负责控制税收并向汗廷纳贡。
此后这种监督性质的官员在中亚和突厥社会沿用。西遼時有“太师僧少监”，意为监国。突厥语称“八思哈”。

## 類似概念
- 達魯花赤
- 驻扎官